# Лепа зелена (филм)
Лепа зелена (фр. La belle verte, енгл. The Beautiful Green) француска је комедија и научна фантастика из 1996. године редитељке Колин Серо.
Остали називи под којима се филм помиње су: Зелена лепотица, Зелена планета, Посета зеленој планети.
У форми филозофске приче, филм се бави различитим темама као што су антиконформизам, заштита животне средине, раст, феминизам, хуманизам, пацифизам, друштвене вредности и чак одбацивање штетних технологија, а све кроз духовите дијалоге или ситуације.
Филм је задобио већу популарност тек у новије време, титлован је на многе језике и затим прегледан више од 3,5 милиона пута, те неки сматрају да је „био далеко испред свог времена”.

## Кратак опис
Паралелно са Земљом, живот постоји и на другим планетама. На једној од њих процес је довео дотле да су житељи овладали телепатијом, почели боље да разумеју једни друге и своју планету, а уједно се одрекли достигнућа технолошке револуције и баве се искључиво сакупљањем плодова.
Једна од житељки планете по имену Мила решава да посети Земљу, након што су јој рекли да је полу-земљанка. Мила се среће са цивилизацијом која је доводи до ужаса: лагање, употреба меса, бука, преданост технологији уместо чулном опажању. Мила врши утицај на људе, и живот на Земљи почиње нагло да се мења.

## Улоге
| Име глумца           | Улога       |
| -------------------- | ----------- |
| Колин Серо           | Мила        |
| Венсон Линдон        | Макс        |
| Жем Тјере            | Месај       |
| Семјуел Тасинај      | Месол       |
| Марион Котилијар     | Маша        |
| Клер Кејм            | Соња        |
| Салом Стевенин       | Софи        |
| Филипин Леруа Болијо | Флоренс     |
| Јоланд Моро          | Никол       |
| Катерин Сами         | мудра жена  |
| Пол Кроше            | Осам        |
| Дидије Фламан        |             |
| Мишел Лагуејри       |             |
| Дениз Подалиде       | Папапот     |
| Лорел Кравот         | Клијент     |
| Франсис Перен        | бесни возач |